# Mongol nyelv
A mongol nyelv (mongolul: монгол хэл, (mongol hel), klasszikus mongol betűkkel: , ejtsd: Mongɣul kele) a mongol nyelvcsalád legközismertebb tagja és Mongólia lakóinak legfontosabb nyelve, ahol hivatalosan a cirill ábécével írnak. Az országon kívül a vele határos területek egy részén, Észak-Kínában, Oroszországban és Kirgizisztánban beszélik. A mongóliaiak többsége a halha dialektust (halha mongol), míg a Kínában élők a csahart, az ojirádot, az Oroszországban élők a bargu-burjátot használják.
A halha mongol Mongólia hivatalos államnyelve.

## Besorolás
A mongol nyelvcsaládot, ahová a mongol nyelv is tartozik, az altaji elmélet az altaji nyelvcsalád tagjának tekinti, de a rokonság nem tekinthető teljesen bizonyítottnak.
A nyelvcsaládba beletartozik a kalmük (Kaszpi-tenger vidéke), a burját (Kelet-Szibéria), a mogholi (Afganisztán) és számos egyéb kis, Kínában beszélt nyelv.

## Földrajzi elterjedés
Mongóliában több mint 2 millióan beszélik. Legalább 3 millió beszélő él Kínában, azonban az ő részarányuk jelentős csökkenésnek indult a kínaiak bevándorlása miatt, elsősorban a városokban.

## Írásrendszerek
A mongol nyelvet számtalan ábécével írták le az évek során.
A hagyományos mongol írást az ujgur ábécéből alakították ki 1208-ban. Ezt az ábécét Mongóliában 1931-ig használták, majd átmenetileg bevezették a latin ábécét, végül 1937-ben a cirill ábécét. A hagyományos írásrendszer használatát a kommunista kormány teljesen megszüntette 1941-ben. 1990 után megpróbálták újra bevezetni, de a tervet elvetették néhány év után.
Kínában a mongol hivatalos nyelv a mandarin mellett néhány tartományban, különösképp Belső-Mongóliában. Az autonóm tartományban mindig is ezt az írást használták. Két változatát használják Kínában: a klasszikus írást és a tod bicsig írást. Az utóbbit főleg az ojrátok használják Hszincsiang-Ujgur Autonóm Területen.
A ma használatos cirill betűs írás:
| Cirill               | Név     | IPA          | Magyaros átírás |  | Cirill | Név              | IPA             | Magyaros átírás |
| -------------------- | ------- | ------------ | --------------- |  | ------ | ---------------- | --------------- | --------------- |
| Аа                   | а       | a            | a               |  | Пп     | пэ               | ( pʰ ), ( pʰʲ ) | ( p )           |
| Бб                   | бэ      | p,pʲ, b      | b               |  | Рр     | эр               | r,rʲ            | r               |
| Вв                   | вэ      | w,wʲ         | v               |  | Сс     | эс               | s               | sz              |
| Гг                   | гэ      | ɡ,ɡʲ,ɢ´, k   | g               |  | Тт     | тэ               | tʰ,tʰʲ          | t               |
| Дд                   | дэ      | t,tʲ         | d               |  | Уу     | у                | ʊ               | u               |
| Ее                   | е       | jε~jɜ, e     | je              |  | Үү     | ү                | u               | ü               |
| Ёё                   | ё       | jɔ           | jo              |  | Фф     | фэ~фа~эф         | ( f )           | ( f )           |
| Жж                   | жэ      | tʃ           | dzs             |  | Хх     | хэ~ха            | x,xʲ            | h               |
| Зз                   | зэ      | ts           | dz              |  | Цц     | цэ               | tsʰ             | c               |
| Ии                   | и       | i            | i               |  | Чч     | чэ               | tʃʰ             | cs              |
| Йй                   | хагас и | i            | j               |  | Шш     | ша~эш            | ʃ               | s               |
| Кк                   | ка      | ( k ), (kʲ ) | ( k )           |  | Щщ     | ща~эшчэ          | ( ʃtʃ )         | ( scs )         |
| Лл                   | эл      | ɮ,ɮʲ         | l               |  | Ъ ъ    | хатуугийн тэмдэг | -               | -               |
| Мм                   | эм      | m,mʲ         | m               |  | Ыы     | эр үгийн ы       | i               | í               |
| Нн                   | эн      | n,nʲ         | n               |  | Ьь     | зөөлний тэмдэг   | ʲ               | -               |
| Оо                   | о       | ɔ            | o               |  | Ээ     | э                | e               | e               |
| Өө                   | ө       | ɞ            | ö               |  | Юю     | ю                | jʊ, ju          | ju              |
|                      |         |              |                 |  | Яя     | я                | ja, j           | ja              |
| 1. 2. 3. 4. 5. 6. 7. |         |              |                 |  |        |                  |                 |                 |